# Vergós
Vergós es una entidad de población española del municipio de Cervera, perteneciente a la provincia de Lérida, en la comunidad autónoma de Cataluña. En 2022, la entidad singular de población tenía empadronados veinticinco habitantes y el núcleo de población, los mismos.